# San Marcos, Nicaragua
San Marcos är en kommun (municipio) i Nicaragua med 31 652 invånare (2012). Den ligger i den sydvästra delen av landet i departementet Carazo, 7 km norr om Jinotepe. Förutom majs och bönor odlas det mycket kaffe, grönsaker och citrusfrukter i kommunen.

## Geografi
San Marcos gränsar till kommunerna  La Concepción i norr, Masatepe i öster, Jinotepe och Diriamba i söder samt till San Rafael del Sur och El Crucero i väster. Kommunens enda större ort är centralorten San Marcos med 12 915 invånare (2005).

## Historia
San Marcos grundades som en pueblo 1820 och blev 1896 upphöjd till villa och sedan till stad (ciudad) år 1916.

## Religion

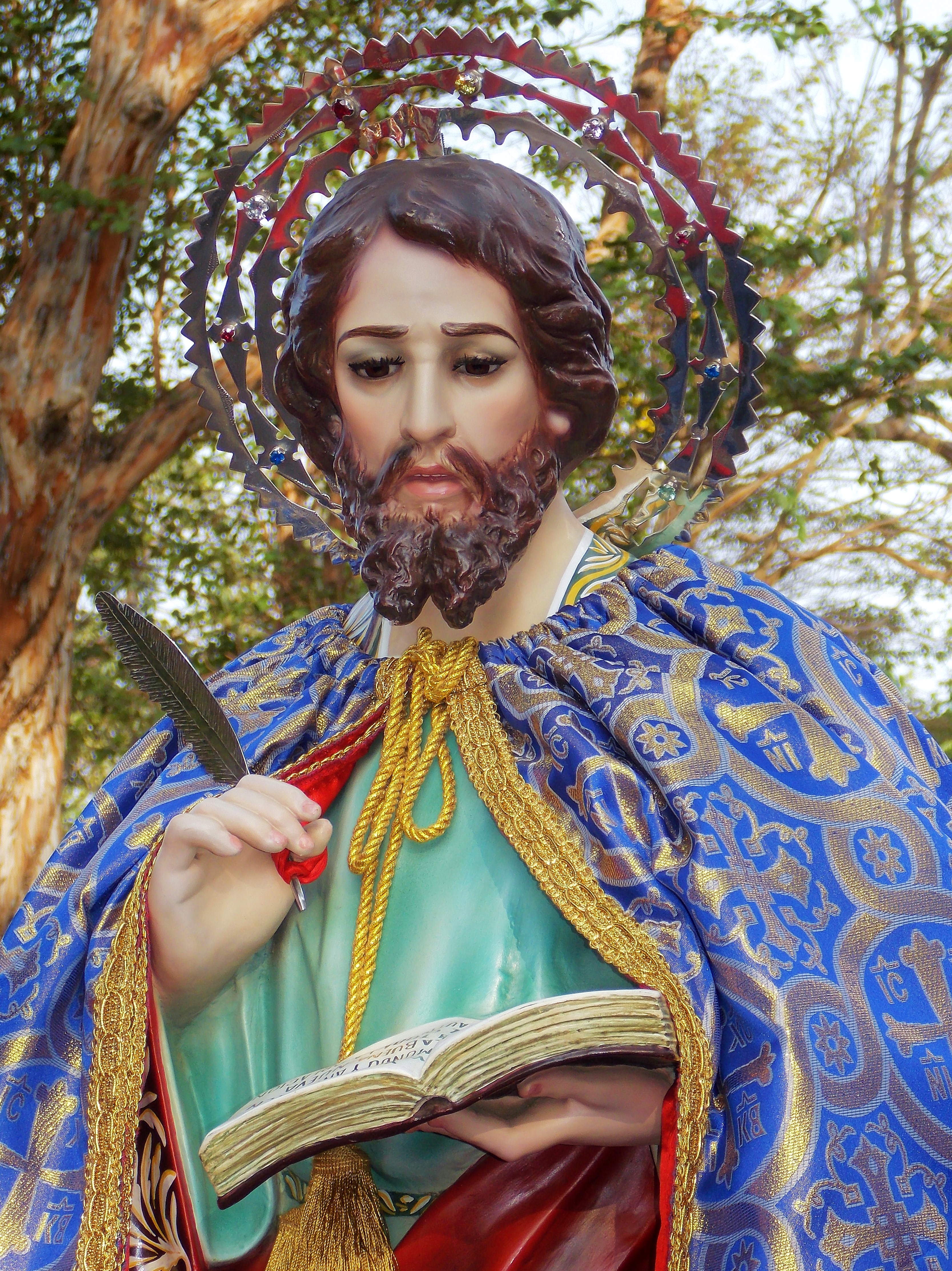
Evangelisten Markus från San Marcos

San Marcos firar sina festdagar den 24 och 25 april till minne av evangelisten Markus. I Pila de Sapasmata möts statyn av evengelisten Markus från San Marco med Jungfrun av Montserrat från grannkommunen La Concepción . Därefter fortsätter evangelisten och jungfrun till El Mojón där de möter Sankt Sebastian från Diriamba och Sankt Jakob från Jinotepe. Detta evenamang kallas för El Tope de los Santos (helgonträffen).

## Kända personer från San Marcos
- Clodomiro Picado Twight (1887-1944), biolog vid Pasteurinstitutet i Paris, vars forskning om mögel la grunden till upptäckten av antibiotika[12]